# Генюше
Генюше (пол. Geniusze) — село в Польщі, у гміні Сокулка Сокульського повіту Підляського воєводства.
Населення — 258 осіб (2011).
У 1975-1998 роках село належало до Білостоцького воєводства.

## Демографія
Демографічна структура станом на 31 березня 2011 року:
|          | Загалом | Допрацездатний вік | Працездатний вік | Постпрацездатний вік |
| -------- | ------- | ------------------ | ---------------- | -------------------- |
| Чоловіки | 123     | 30                 | 79               | 14                   |
| Жінки    | 135     | 23                 | 79               | 33                   |
| Разом    | 258     | 53                 | 158              | 47                   |